# نخر القشرة الكلوية
نخر القشرة الكلوية هو سبب نادر للفشل الكلوي الحاد بسبب نقص الإمداد الدموي الناتج عن تشنج وعائي في الشريان المغذي أو إصابة في الأوعية الدقيقة أو التنخر المنتثر داخل الأوعية، وهو من مضاعفات النخر الأنبوبي الحاد

## الأسباب

### في البالغين
- أسباب متعلقة بالحمل: كانفصال المشيمة المبكر، والإجهاض المصحوب بالعدوى، والارتعاج (اختلاج الحمل)، ووفاة الأجنة داخل الرحم لمدة طويلة.
- الإيدز[2]
- حفلات الشرب (الكحوليات)[3]
- عضة الثعبان[4]
- الصدمة
- الإصابات
- فقر الدم المنجلي[5]
- الذئبة الحمراء[6]
- تسمم الدم
- متلازمة أضداد الفوسفوليبيد[7]
- نقص الفيتامينات[8]
- التهاب البنكرياس[9]
- الملاريا[10]
- مرض المكورات السحائية[11]
- التسمم الدوائي مثل: (مضادات الالتهاب اللا ستيرويدية، تريتينوين[12]، كينين[13])

### حديثي الولادة
- الأمراض القلبية الخلقية
- نقل الدم بين الأم والجنين
- الجفاف
- اختناق الفترة المحيطة بالولادة
- فقر الدم
- نزيف المشيمة
- فقر الدم الانحلالي الشديد
- تسمم الدم

## الفسيولوجيا المرضية
آلية المرض غير واضحة بشكل دقيق، لكن كيفية بدء الإصابة في الأوعية الدموية أمر ذو أهمية؛ فنقص تروية الكلى الذي يتم علاجه بسرعة يؤدي إلى نخر أنبوبي حاد والذي يمكن علاجه بشكل تام، أما في حالة تأخر علاج نقص التروية فيؤدي إلى نخر القشرة الكلوية، فيحدث ضمور عياني في قشرة الكلية، بينما يظل تركيب النخاع الكلوي سليم نسبياً، وغالباً ما يكون المرض في كلا الكليتين نظراً لأن السبب جهازي شامل الجسم كله، وكثيراً ما يكون المرض مصاحباً للحمل (>50% من الحالات)، ويشكل 2% من حالات الفشل الكلوي الحاد في البالغين، وأكثر من 20% من حالات الفشل الكلوي الحاد في أواخر الحمل.

## الأعراض والعلامات
- بول دموي عياني
- نقص البول أو انعدامه
- حمى
- مرض كلوي مزمن مع ارتفاع ضغط الدم

وغالباً ما تكون هذه الأعراض غير ظاهرة بسبب ظهور أعراض السبب.

## التشخيص
على الرغم من أن أخذ عينة من الكلية هي القاعدة الذهبية في تشخيص المرض في الأحياء، إلا أنها غير عملية بسبب اضطرابات تخثر الدم التي غالباً ما تكون مصاحبة للمرض، والبديل هو التشخيص الإكلينيكي أو التشريحي بعد الموت، ويرجح البعض تشخيصه باستخدام الأشعة المقطعية.

## العلاج
حجر الأساس في العلاج هو إعادة استقرار الدورة الدموية، تم الغسيل الكلوي، وعلاج السبب، وغالباً ما يتطلب المرض عناية فائقة.

## توقعات سير المرض
في الماضي كان التوقع سيئاً؛ إذ كانت تصل معدلات الوفيات خلال السنة الأولى بعد العلاج إلى أكثر من 50%، أما حديثاً انخفضت لتصبح 20% فقط، و 20% من الناجين يستعيدون وظيفة الكلى جزئياً.